# Blauwgestreepte lori
De blauwgestreepte lori (Eos reticulata) is een lori uit de familie Psittaculidae (papegaaien van de Oude Wereld). Het is een voor uitsterven gevoelige, endemische vogelsoort op de Molukken

## Kenmerken
De lichaamslengte bedraagt 31 cm en het gewicht 175 gram. Het verenkleed van deze vogel is grotendeels rood, met paarsblauwe strepen op wangen en rug, een smalle, oranjerode snavel en grijze poten. De tong bevat een borstelige punt. Het verenkleed is bij beide geslachten gelijk

## Leefwijze
Deze vogel leeft van stuifmeel en nectar, die hij met zijn borstelige tong uit bloemen haalt.

## Verspreiding en leefgebied
Deze standvogel komt voor in Indonesië op de Tanimbar-eilanden en Babar. Verder werd hij waarschijnlijk ingevoerd op de Kei-eilanden, maar is daar inmiddels uitgestorven. Hij komt voor in mangrovebossen, kokospalmen, plantages en natuurlijke bossen.

## Status
De blauwgestreepte lori heeft een beperkt verspreidingsgebied en daardoor is de kans op uitsterven aanwezig. De grootte van de populatie werd in 1993 geschat op 100 tot 500 duizend individuen. Verder ontbreekt goed ecologisch onderzoek aan deze soort. De populatie-aantallen nemen echter af door habitatverlies en vangsten voor de kooivogelhandel. Om deze redenen staat deze soort als gevoelig op de Rode Lijst van de IUCN. Verder gelden er beperkingen voor de handel in deze lori, want de soort staat in de Bijlage II van het CITES-verdrag.